# Pooch Café
Pooch Café är en tecknad serie skriven och illustrerad av Paul Gilligan.

## Översikt
Serien följer hunden Ponchos liv med sina ägare Chazz, och Chazz kattälskande fru, Carmen, samt andra hundar, djur och människor Poncho kommer i kontakt med. I serien kan de flesta tala med hundarna, men ingen kan tala med katterna.
Den första dagsstrippen publicerades den 1 januari 2000, och har därefter växt till att publiceras i över 270 tidningar jorden runt.

## Huvudkaraktärer
|  | Poncho är en söt liten vit och svart hund som hittar på bus och serien kretsar kring. Han föddes under en "porch" (veranda), och kallades därför först för "Porcho" av Chazz. Det enda han har kvar från sin födelseplats är en planka som han ibland tar med sig ut eller slår ner saker med hemma. |
|  | Chazz är Ponchos husse. Ibland kan Poncho påverka Chazz till att uppföra sig som en hund. |
|  | Carmen är Chazz fru. Hon är snäll mot Poncho, men Poncho ser henne i huvudsak som en elak person eftersom hon tycker om katter. Hon har ett flertal katter, oklart hur många. |
|  | Fisken får emellanåt följa med Poncho ut på olika äventyr, allt från att sola på stranden till att besöka fabriker där risken finns att hans skål går sönder. |
|  | Poo Poo är en Bichon frisé. Trots att Poo Poo är rosa, och ofta har en rosett i håret är Poo Poo en han, något de andra hundarna ibland skämtar om. |

## Återkommande teman
Bland de återkommande teman som är med i serien kan nämnas: Ponchos hat mot katter och den katt-apult som han och de andra hundarna vill bygga för att skicka alla katter till solen och Ponchos rädsla för ekorrarna i trädgården.

## Ponchos resor
Poncho åker jorden runt och ser lokala landmärken tack vare fans av serien. Bilder på hans resor finns på . Han har mest varit i USA och Kanada, men även varit till Venezuela.